# رينتارو نوريزوكي
رينتارو نوريزوكي (باليابانية: 法月綸太郎)‏ (15 أكتوبر 1964 ولد في ماتسوا، شيمانه - ) روائي، وناقد من اليابان.

## اقتباسات
- مأساة واحدة ، مسلسل تلفزيوني كوري جنوبي مقتبس من رواياته.[4]